# Rad-Weltcup der Frauen 2003
Der Rad-Weltcup der Frauen 2003 war die 6. Austragung des Rad-Weltcups der Frauen, einer seit der Saison 1998 vom Weltradsportverband UCI ausgetragenen Serie der wichtigsten Eintagesrennen im Straßenradsport der Frauen. Die Fahrerinnenwertung gewann die Britin Nicole Cooke.
| Rennen                                       | Erste             | Zweite               | Dritte            |
| -------------------------------------------- | ----------------- | -------------------- | ----------------- |
| Rotterdam Tour                               | Chantal Beltman   | Diana Žiliūtė        | Susanne Ljungskog |
| Rund um die Nürnberger Altstadt              | Diana Žiliūtė     | Regina Schleicher    | Arenda Grimberg   |
| Grand Prix de Plouay                         | Nicole Cooke      | Judith Arndt         | Mirjam Melchers   |
| Coupe du Monde Cycliste Féminine de Montréal | Geneviève Jeanson | Nicole Cooke         | Judith Arndt      |
| La Flèche Wallonne                           | Nicole Cooke      | Sue Palmar-Komar     | Oenone Wood       |
| Amstel Gold Race                             | Nicole Cooke      | Olivia Gollan        | Edita Pučinskaitė |
| Castilla y Leon                              | Mirjam Melchers   | Anita Valen de Vries | Sara Carrigan     |
| Primavera Rosa                               | Sulfija Sabirowa  | Regina Schleicher    | Rochelle Gilmore  |
| Sydney World Cup                             | Sara Carrigan     | Katie Mactier        | Judith Arndt      |
| Endstand Gesamtwertung                       | Nicole Cooke      | Regina Schleicher    | Judith Arndt      |

UCI-Weltcup
1998 |
1999 |
2000 |
2001 |
2002 |
2003 |
2004 |
2005 |
2006 |
2007 |
2008 |
2009 |
2010 |
2011 |
2012 |
2013 |
2014 |
2015

UCI Women’s WorldTour |
2016 |
2017 |
2018 |
2019 |
2020 |
2021 |
2022 |
2023 |
2024 |
2025